# Kaselbach (Salm)
Der Kaselbach ist ein 6,36 km langer, orographisch rechter Nebenfluss der Salm in der Eifel in Rheinland-Pfalz, Deutschland. Das Wassereinzugsgebiet hat eine Größe von 30,425 Quadratkilometern, die Fließgewässerkennziffer ist 26748.
Der Kaselbach (auf manchen Karten auch Raselbach) entspringt nördlich von Bekond, fließt durch Hetzerath und mündet zwischen Esch und Rivenich in die Salm.
Ein rechter Zufluss ist der Bach vom Hochkreuz bei Bekond. Von links fließen der Marbruch in Hetzerath und der Orschbach bei Sehlem zu.
Auf manchen Karten wird der offizielle Unterlauf des Kaselbaches ab dem Zufluss des Orschbaches (nahe dem Rivenicher Gemeindeteil Am Orschbach) auch Orschbach genannt.